# 146 км (зупинний пункт, Куп'янська дирекція Південної залізниці)
146 кіломе́тр — пасажирський залізничний зупинний пункт Куп'янської дирекції Південної залізниці.
Розташований у селі Московка, Куп'янський район, Харківської області на лінії Оливине — Огірцеве між станціями Куп'янськ-Південний (4 км) та Моначинівка (13 км).
Станом на травень 2019 року щодоби п'ять пар приміських електропоїздів здійснюють перевезення за маршрутом Вовчанськ — Куп'янськ-Вузловий.